# Kikwit
Kikwit – miasto w południowo-zachodniej Demokratycznej Republice Konga, stolica prowincji Kwilu, port nad rzeką Kuilu. Ośrodek handlowo-usługowy dla okolicznych terenów rolniczych (uprawa głównie palmy oleistej i kawy) oraz przemysłu przetwórstwa spożywczego. W mieście znajduje się stadion i mały port lotniczy. Około 412 tys. mieszkańców.